# Calciatore sudamericano dell'anno 2003
Il premio di calciatore sudamericano dell'anno per il 2003 fu assegnato a Carlos Tévez, calciatore argentino del Boca Juniors.

## Classifica
| Pos. | Calciatore            | Naz.      | Punti | Club                   |
| ---- | --------------------- | --------- | ----- | ---------------------- |
| 1.   | Carlos Tévez          | Argentina | 73    | Boca Juniors           |
| 2.   | José Cardozo          | Paraguay  | 39    | Toluca                 |
| 3.   | Diego                 | Brasile   | 33    | Santos                 |
| 4.   | Sebastián Battaglia   | Argentina | 26    | Boca Juniors           |
| 5.   | Clemente Rodríguez    | Argentina | 18    | Boca Juniors           |
| 6.   | Rolando Schiavi       | Argentina | 17    | Boca Juniors           |
| 7.   | Alex                  | Brasile   | 16    | Cruzeiro               |
| 8.   | Robinho               | Brasile   | 14    | Santos                 |
| 8.   | Roberto Abbondanzieri | Argentina | 14    | Boca Juniors           |
| 10.  | Marcelo Sosa          | Uruguay   | 13    | Danubio                |
| 11.  | Elano                 | Brasile   | 12    | Santos                 |
| 12.  | Alex Dias             | Brasile   | 11    | Cruzeiro               |
| 12.  | Nicolás Burdisso      | Argentina | 11    | Boca Juniors           |
| 14.  | Marcelo Delgado       | Argentina | 10    | Cruz Azul              |
| 14.  | Luis Perea            | Colombia  | 10    | Boca Juniors           |
| 16.  | Julio César Cáceres   | Paraguay  | 8     | Olimpia                |
| 16.  | Mauricio Molina       | Colombia  | 8     | Independiente Medellín |
| 18.  | José Luis Chilavert   | Paraguay  | 6     | Peñarol                |
| 18.  | Freddy Grisales       | Colombia  | 6     | Atlético Nacional      |
| 18.  | Alejandro Lago        | Uruguay   | 6     | Peñarol                |
| 18.  | Léo                   | Brasile   | 6     | Santos                 |
| 18.  | Maurinho              | Brasile   | 6     | Cruzeiro               |
| 18.  | Justo Villar          | Paraguay  | 6     | Libertad               |
| 24.  | Luís Fabiano          | Brasile   | 5     | San Paolo              |
| 24.  | Pável Pardo           | Messico   | 5     | América                |
| 24.  | Jairo Patiño          | Colombia  | 5     | Newell's Old Boys      |